# Dunlap (Indiana)
Dunlap – jednostka osadnicza w Stanach Zjednoczonych, w stanie Indiana, w hrabstwie Elkhart.